# 希奥尔赫·迪亚斯
希奥尔赫·迪亚斯·洛伦（西班牙語：Giorge Díaz Loren，1970年9月16日—），古巴前男子棒球运动员。他曾代表古巴国家队参加1992年夏季奥林匹克运动会棒球比赛，获得一枚金牌。